# Sumarokowo (rejon smoleński)
Sumarokowo (ros. Сумароково) – wieś (ros. деревня, trb. dieriewnia) w zachodniej Rosji, w osiedlu wiejskim Tałaszkinskoje rejonu smoleńskiego w obwodzie smoleńskim.

## Geografia
Miejscowość położona jest nad Sożem, 1,5 km od drogi federalnej R120 (Orzeł – Briańsk – Smoleńsk – Witebsk), 11,5 km od drogi regionalnej 66K-22 (Szczeczenki – Monastyrszczina), 17 km od drogi regionalnej 66N-20 (Smoleńsk – Krasnyj), 0,7 km od drogi regionalnej 66N-1808 (Tałaszkinskoje Sielpo – Upokoj), 1,5 km od drogi regionalnej 66N-1822 (Tałaszkino – Sielifonowo), 26 km od drogi magistralnej M1 «Białoruś», 2,5 km od centrum administracyjnego osiedla wiejskiego (Tałaszkino), 16,5 km od Smoleńska, 7,5 km od najbliższej stacji kolejowej (Tyczinino).
W granicach miejscowości znajdują się ulice: Gieorgijewskaja, Jużnaja, Kalinina, Kiedrowaja, Kijewskaja, Nowaja, Panskaja, Siewiernaja, Wostocznaja.

## Demografia
W 2010 r. miejscowość zamieszkiwało 29 osób.

## Historia
W czasie II wojny światowej od lipca 1941 roku wieś była okupowana przez hitlerowców. Wyzwolenie nastąpiło we wrześniu 1943 roku.

## Osobliwości
- Grupa 7 kurhanów (o wysokości do 4,2 m) położona 250 m na północny wschód od dieriewni (X w.)[6].